# لويس ر. تشيني
لويس ر. تشيني هو سياسي أمريكي، ولد في 1859 في مانشستر في الولايات المتحدة، وتوفي في 1944. نشط حزبياً في الحزب الجمهوري. وقد انتخب عضو مجلس ولاية كونيتيكت ‏.